# William Van Horn
William Roger Van Horn, meglio conosciuto come William Van Horn (Oakland, 15 febbraio 1939), è un fumettista statunitense.

## Carriera
Terminati gli studi alla California College of Arts and Crafts nel 1961, nel 1965, Van Horn comincia a lavorare nell'ambito dell'animazione, che lo terrà impegnato fino al 1977; in questo periodo, nasce il figlio Noel (1968), che seguirà le orme del padre.
A partire dal 1977, inizia a realizzare illustrazioni per i libri per bambini, per poi collaborare con la Blackthorne Publishing dal 1985 al 1988.
Nel frattempo, inizia il suo lavoro in ambito disneyano, prima alla Gladstone Publishing (1987), poi alla Egmont (1991), con la quale collabora tuttora; nelle sue storie, dà vita al personaggio di Rumpus McFowl, fratello di Zio Paperone, comparso per la prima volta nell'avventura It's All Relative, del 1994.